# Volčicha
Volčicha (in russo Волчиха?) è un villaggio del settore meridionale della Siberia Occidentale situato nel Territorio dell'Altaj,  in Russia. È il centro amministrativo del distretto Volčichinskij.
La località si trova 340 km a sud-ovest della capitale Barnaul.